# Booker Group
Booker Group Limited é uma operadora de atacado de alimentos, oferecendo produtos de marca e de marca própria para mais de 400 mil clientes, incluindo lojas de conveniência independentes, mercearias, pubs e restaurantes. A empresa também fundou e foi anteriormente patrocinadora do Booker Prize (originalmente o Booker – McConnell Prize) para ficção literária, que foi estabelecido em 1968.
Em janeiro de 2017, foi anunciado que o varejista multinacional britânico de supermercados Tesco concordou em comprar a empresa por 3,7 bilhões de libras. Foi confirmado em 5 de março de 2018 que a Tesco havia concluído a aquisição da Booker.